# Vyn Restaurant
Vyn Restaurant är en svensk restaurang och ett hotell, som ligger nära Gislövshammar, mellan Skillinge och Brantevik i Simrishamns kommun i Österlen.
Anläggningen med bistro, restaurang och hotell ligger i en tidigare bondgård, som tidigare varit galleriet och hotellet Mårten Pers källa. Gården har byggts om för att bland annat inrymma logi med 15 rum. Restaurangen tar omkring 30 gäster. Den öppnade hösten 2023.
Vyn Restaurant & Hotell drivs av Daniel Berlin och är en efterföljare till krogen Daniel Berlins krog i Skånes Tranås, som drevs 2009–2020 och vilken från 2018 fram till stängningen i september 2020 hade två stjärnor i Michelinguiden.
Vyn Restaurant fick två stjärnor i Michelinguiden år 2024.